# ReRe Hello
ReRe Hello (ReReハロ ReRe Haro?) es un manga shōjo escrito e ilustrado por Tōko Minami y serializado en la revista de Shūeisha, Bessatsu Margaret. Es una secuela del oneshot de 2013 Mebuki Kimidori. El primer volumen fue lanzado el 25 de julio de 2013 y concluyó en 2016 con 11 volúmenes.

## Trama
Cuando tenía 5 años, Ririko perdió a su madre y desde entonces ha estado ayudando a su padre con su negocio de personal de mantenimiento. Cuando su padre es hospitalizado, ella trabaja para él y su cliente no es otro que Minato Suoh, un rico estudiante de secundaria que vive solo. Aunque originalmente era un trabajo de una sola vez, Ririko eventualmente comienza a cocinar y hacer trabajos extraños para Minato de forma regular, ya que apenas puede cuidarse a sí mismo y, a cambio, a veces Minato echa una mano al negocio de su padre. 

## Personajes
Ririko Hayakawa
Ririko es una enérgica y trabajadora niña de 15 años que, además de ir a la escuela secundaria, también cocina, limpia y cuida a su hermano pequeño. Perdió a su madre cuando tenía cinco años y, siendo la única niña en su casa, desde entonces ha asumido un papel de madre. Cuando su padre es hospitalizado, ella decide hacer su trabajo por él mientras él está enfermo y así es como conoce a Minato. Se muestra que es amable y considerada con los demás, como la forma en que cocina y limpia para Minato a pesar de que él la irrita con su personalidad malcriada. Ella siempre está ocupada con los trabajos y durante la primera parte del manga, solo conoce a Minato en la estación de tren hasta que él le da su teléfono de repuesto para que puedan mantenerse en contacto. A menudo pone a otros antes que a sí misma, por ejemplo, aunque originalmente le gusta Kuba-san, cuando se da cuenta de que él siente algo por Yuzuka, lo alienta a decirle cómo se siente antes de que sea demasiado tarde. Más tarde, se sorprende cuando ve a Minato en la estación de tren con una chica aferrada a él, aunque no podemos decir si esto es celoso o no, parece molesta. Ella se preocupa mucho por Minato y gradualmente se está convirtiendo en una buena amiga de él. Más adelante en el futuro, comienzan a salir y eventualmente se casan y tienen una hija.
Minato Suō
Minato es un estudiante de secundaria malcriado de 15 años que vive solo en un gran complejo de apartamentos. En el capítulo 3.5, nos enteramos de que quería vivir solo cuando comenzó la escuela secundaria, pero antes de irse tuvo una discusión con su padre, lo que lo separó de la familia. Todas las criadas y limpiadores que ordenó que se enviaran desde su casa fueron canceladas por su padre, por lo que su apartamento todavía está lleno de cajas porque es demasiado "problemático" para que las desempaquete. Sin embargo, todavía tiene sus tarjetas de crédito y las usa con frecuencia. Se dice que perdió a su madre unos años antes del comienzo del manga, aunque no se dice qué edad tenía o cómo murió exactamente. Parece haber sido criado en un estilo de vida muy rico, ya que no sabe cómo cocinar o cuidar de sí mismo. En un momento, se dice que no ha comido desde la última vez que Ririko lo alimentó el día anterior. También es muy impertinente con el dinero, ya que compra un guardarropa completamente nuevo solo porque no le molesta desempacar. Parece que se preocupa mucho por Ririko, como darle un teléfono, posiblemente porque está preocupado por ella y se muestra que se preocupa por su familia, especialmente por su padre cuando está enfermo. Él y Ririko salen más tarde y se casan. Luego tiene una hija con Ririko.
Rui Hayakawa
Rui es el hermano menor de Ririko.
Yuuma Saiki
El mejor amigo de Minato.
Koizumi Tadamori
El amigo de Minato que toca el violín durante las clases de música juntos.

## Volúmenes
| N.º | Fecha de lanzamiento    | ISBN |
| --- | ----------------------- | ---- |
| 1   | 25 de julio de 2013     | —    |
| 2   | 25 de noviembre de 2013 | —    |
| 3   | 25 de marzo de 2014     | —    |
| 4   | 25 de julio de 2014     | —    |
| 5   | 25 de noviembre de 2014 | —    |
| 6   | 25 de febrero de 2015   | —    |
| 7   | 25 de junio de 2015     | —    |
| 8   | 23 de octubre de 2015   | —    |
| 9   | 25 de febrero de 2016   | —    |
| 10  | 24 de junio de 2016     | —    |
| 11  | 25 de octubre de 2016   | —    |

## Recepción
El Volumen 2 alcanzó el lugar 16 en la lista semanal de manga de Oricon y, a partir del 1 de diciembre de 2013, vendió 54 621 copias; volumen 3 alcanzó el undécimo lugar y, desde el 6 de abril de 2014, vendió 95 334 copias; volumen 4 alcanzó el puesto 16 y, a partir del 3 de agosto de 2014, vendió 96 901 copias. El último y undécimo volumen debutó en el #8 con 76 565 copias vendidas en su primera semana.